# Абрамович, Николай Янович
Никола́й Абрамо́вич (пол. Mikołaj Abramowicz; 1590-е — февраль 1651, Вильна) — государственный деятель Великого княжества Литовского, генерал артиллерии, дипломат. Представитель шляхетского рода Абрамовичей герба Ястребец. Отец Самуэля Абрамовича.

## Биография

### Воинская карьера
В 1603 году, после смерти отца, был отдан на воспитание на двор биржанских Радзивиллов. Возможно, изучал искусство артиллерии и инженерию в Лейпцигском университете. В первой половине 1620-х воевал против шведов в Курляндии и Ливонии в армии Христофора Радзивилла, где исполнял обязанности старшего над пушкой (то есть командира артиллерии). Под его командованием служил Кржиштоф Артишевский. В 1625 году выделился при взятии предместья Риги, в 1626 году в битве под Гневом, где фактически заменил неспособного Януша Тышкевича. В 1626—1627 годах воевал против шведов в Померании и Пруссии. Во время Смоленской войны с января 1633 командовал полком пехоты группировки Радзивилла, с 1634 года — старший над пушкой (с 1640 года эта должность стала называться Генерал артиллерии Великого княжества Литовского); командир полка в марше на город Белый. Комиссар при заключении Поляновского мира 1634 года.

### Политическая карьера
В 1636—1647 годах Николай Абрамович служил стародубским старостой, после старостой мядельским и курклийским. Неоднократно избирался послом на сеймы и депутатом Трибунала Великого княжества Литовского. В 1638—1640 годах служил чашником, в 1640—1643 — мстиславским комендантом, в 1643—1647 — мстисласким воеводой, в 1647—1651 — трокским воеводой.
В 1646 назначен комиссарам на переговорах с Москвой. По поручению короля передал России Трубчевскую волость, за что осуждён трибуналом к штрафу в 60 тысяч злотых и смерти. Дело было решено передачей Великому княжеству Литовскому Лоева и Любеча, ранее бывших в составе Короны. В 1648 году Николай Абрамович был назначен комиссаром переговоров с Швецией.

## Меценатская деятельность и владения
Николай Абрамович, как и его отец, был одним из лидеров кальвинистского движения в Великом княжестве Литовском. В 1631 году он подарил литовскому синоду двор в Слуцке под конвикт для учеников гимназии. Председатель провинциального синода с 1644 года.
Кроме владений, доставшихся ему от отца (Варняны, Дубники и Язов в Виленском повете; Свираны, Сураж и Кобыльник в Ошмянском), имел Мглин и Дроков в Стародубском повете, Лебедево в Ошмянском повете, Холмеч в Речицком повете, а также имения в Киевском воеводстве.